# Lobala
Le lobala est une langue bantoue parlée en République démocratique du Congo.

## Sources
- Jim Fultz et David Morgan, Enquête dialectale de l’Ubangi et de la Mongala, région de l’Équateur, République du Zaïre, SIL International, 2017
- (en) David Morgan, « Vowel harmony, syllable structure, and the causative extension in Lobala: a government phonology account », Journal of West African Language, no 1,‎ 1993 (lire en ligne)